# Barry Mahy
Barry Mahy (Doncaster, 21 gennaio 1942 – 1º ottobre 2020) è stato un calciatore inglese naturalizzato statunitense, di ruolo difensore.

## Biografia
Nativo del Regno Unito, Mahy divenne cittadino statunitense, vestendo anche la maglia della nazionale stelle e strisce.

## Carriera

### Club
Tra il 1961 ed il 1963 gioca nel Northerners, società dell'isola di Guernsey, dipendenza della Corona britannica.
Nel 1963 viene ingaggiato dallo Scunthorpe Utd, società militante nella serie cadetta inglese. Con lo Scunthorpe nella stagione d'esordio retrocede in terza serie a seguito del ventiduesimo ed ultimo posto ottenuto. Rimarrà in forza allo Scunthorpe sino al 1967.
Nell'estate 1967 si trasferisce negli Stati Uniti d'America per divenire giocatore del New York Generals. Con i Generals ottiene il terzo posto dell'Eastern Division della NPSL. L'anno seguente, la prima della lega nordamericana NASL, ottiene con il suo club il terzo posto della Atlantic Division.
Nel 1970 milita nei Syracuse Scorpions, squadra dell'American Soccer League.
Nel 1971 viene ingaggiato dal N.Y. Cosmos con cui ottiene nella sua prima stagione le semifinali del torneo. Nel 1972 Mahy vince il suo primo campionato, sconfiggendo con la sua squadra in finale, giocandola da titolare, i St. Louis Stars. L'anno dopo raggiunge con i Cosmos le semifinali del torneo. Rimarrà in forza ai newyorchesi sino al 1976, anno del suo ritiro.

### Nazionale
Mahy indossò nel novembre 1973 la maglia degli USA in quattro occasioni.

## Statistiche

### Cronologia presenze e reti in nazionale
| Cronologia completa delle presenze e delle reti in nazionale ― Stati Uniti | Cronologia completa delle presenze e delle reti in nazionale ― Stati Uniti | Cronologia completa delle presenze e delle reti in nazionale ― Stati Uniti | Cronologia completa delle presenze e delle reti in nazionale ― Stati Uniti | Cronologia completa delle presenze e delle reti in nazionale ― Stati Uniti | Cronologia completa delle presenze e delle reti in nazionale ― Stati Uniti | Cronologia completa delle presenze e delle reti in nazionale ― Stati Uniti | Cronologia completa delle presenze e delle reti in nazionale ― Stati Uniti |
| Data                                                                       | Città                                                                      | In casa                                                                    | Risultato                                                                  | Ospiti                                                                     | Competizione                                                               | Reti                                                                       | Note                                                                       |
| -------------------------------------------------------------------------- | -------------------------------------------------------------------------- | -------------------------------------------------------------------------- | -------------------------------------------------------------------------- | -------------------------------------------------------------------------- | -------------------------------------------------------------------------- | -------------------------------------------------------------------------- | -------------------------------------------------------------------------- |
| 3-11-1973                                                                  | Port-au-Prince                                                             | Haiti                                                                      | 1 – 0                                                                      | Stati Uniti                                                                | Amichevole                                                                 | -                                                                          |                                                                            |
| 5-11-1973                                                                  | Port-au-Prince                                                             | Haiti                                                                      | 1 – 0                                                                      | Stati Uniti                                                                | Amichevole                                                                 | -                                                                          | Uscita                                                                     |
| 13-11-1973                                                                 | Giaffa                                                                     | Israele                                                                    | 3 – 1                                                                      | Stati Uniti                                                                | Amichevole                                                                 | -                                                                          |                                                                            |
| 15-11-1973                                                                 | Be'er Sheva                                                                | Israele                                                                    | 2 – 0                                                                      | Stati Uniti                                                                | Amichevole                                                                 | -                                                                          |                                                                            |
| Totale                                                                     |                                                                            | Presenze                                                                   | 4                                                                          |                                                                            | Reti                                                                       | 0                                                                          |                                                                            |

## Palmarès
- North American Soccer League: 1

New York Cosmos: 1972